# 武汉市民之家

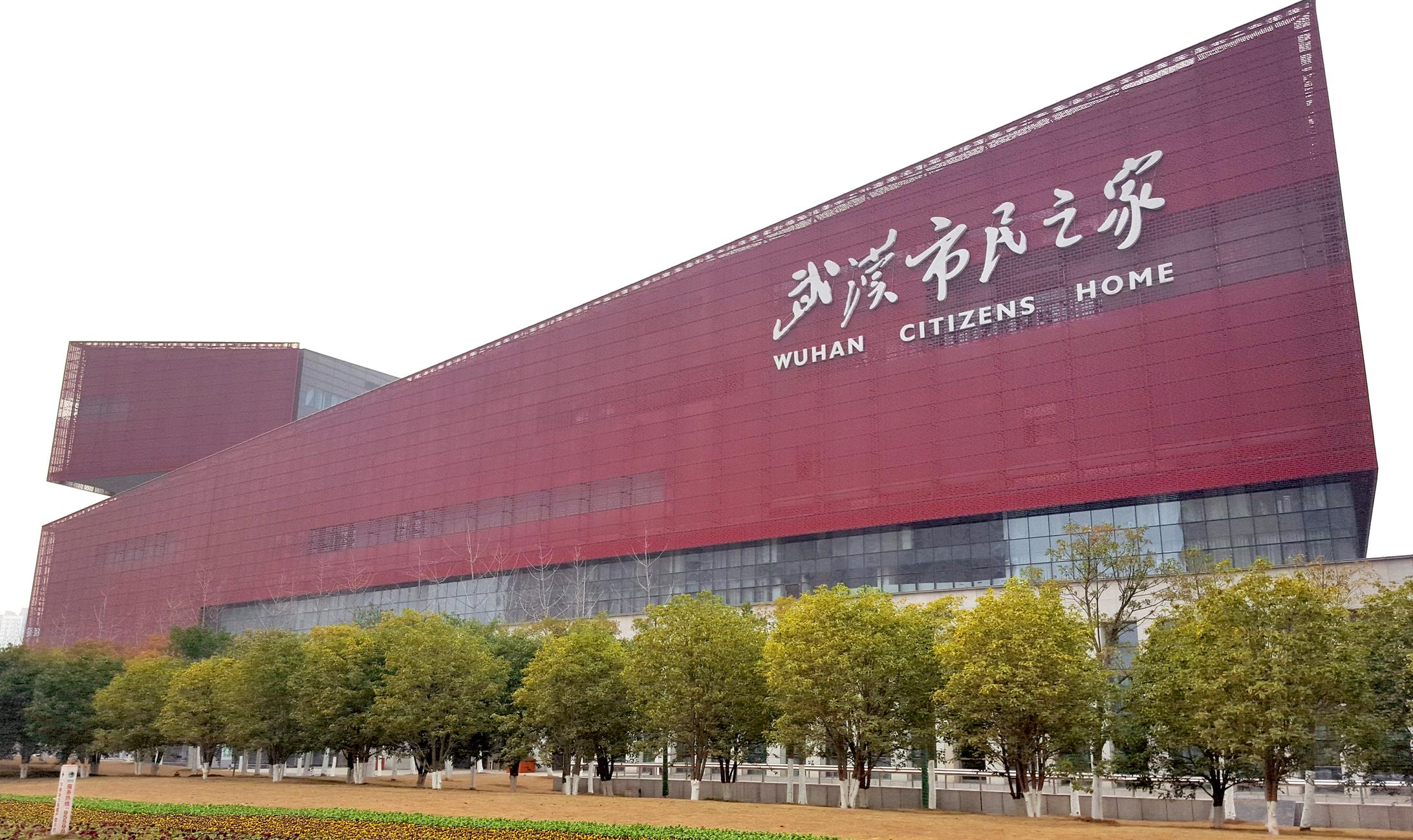
武汉市民之家

武汉市民之家，又称武汉市政务服务中心，是位于中国武汉的市级政务服务中心，号称规模全国最大，能实现426项审批一站式处理，已于2012年9月24日试运行，同年10月27日正式启用。

## 交通
武汉地铁3号线市民之家站